# 欧邦舍勒欧布瓦
欧邦舍勒欧布瓦（法語：Aubencheul-aux-Bois，法語發音：[obɑ̃ʃœl o bwa]）是法国上法蘭西大區埃纳省的一个市镇，属于圣康坦区。

## 地理
欧邦舍勒欧布瓦（50°1'43"N, 3°15'53"E）面积2.11 平方千米，位于法国上法蘭西大區埃纳省，该省份为法国北部内陆省份，北起北部省，西接索姆省和瓦兹省，东临阿登省和马恩省，西南至塞纳-马恩省，东北部与比利时接壤。
与欧邦舍勒欧布瓦接壤的市镇（或旧市镇、城区）包括：古伊、旺迪勒、埃斯科河畔克雷沃克尔、埃斯科河畔奥讷库尔、莱吕德维涅、维莱乌特雷欧。
欧邦舍勒欧布瓦的时区为UTC+01:00、UTC+02:00（夏令时）。

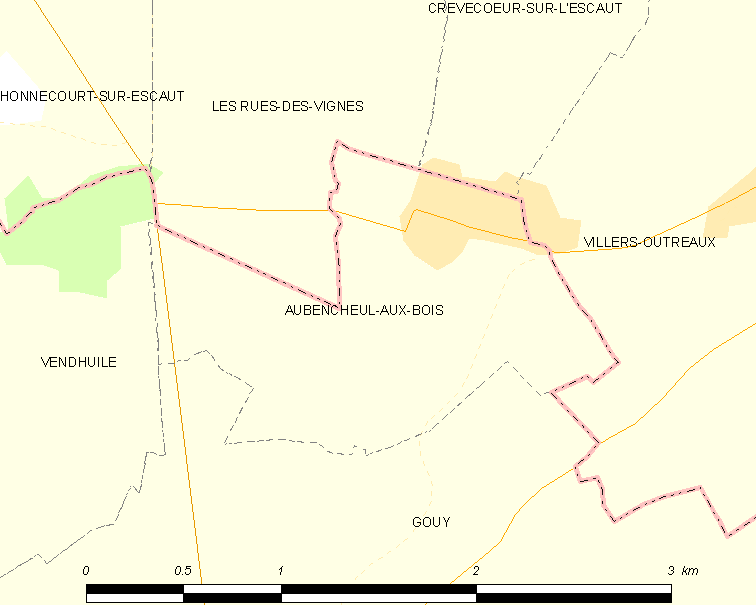
欧邦舍勒欧布瓦的OSM定位图

## 行政
欧邦舍勒欧布瓦的邮政编码为02420，INSEE市镇编码为02030。

## 政治
欧邦舍勒欧布瓦所属的省级选区为博安昂韦尔芒多瓦县。

## 人口

1962-2008年间欧邦舍勒欧布瓦人口变化图示

欧邦舍勒欧布瓦于2022年1月1日时的人口数量为243人。